# Cases Antoni Par
Les cases Antoni Par són un conjunt arquitectònic situat als carrers Gran de Gràcia, 262-264 i de Nil Fabra, 1 de la Vila de Gràcia (Barcelona), catalogat com a bé amb elments d'interès (categoria C). i inclòs a l'Inventari del Patrimoni Arquitectònic de Catalunya.

## Història
Va ser projectat el 1903 per l'arquitecte Jeroni Ferran Granell i Manresa.

## Descripció
Es tracta de dos edificis d'habitatges en solars adjacents, amb façana unificada jugant amb elements cromàtics vermells i verds. La finca situada a la cantonada dels carrers Gran de Gràcia i de Nil Fabra és el doble d'ample que l'altra, i consta de planta baixa i cinc pisos, amb un terrat transitable. A la façana principal es diferència un tram central amb tres eixos d'obertures a partir del portal central d'accés. La cantonada, que apareix diferenciada amb un canvi del color de l'estuc, està estructurada a base de balconades seguides a totes dues façanes, amb un pilar angular de fosa als baixos. El coronament és ondulat i el terrat és tancat per baranes de ferro forjat, excepte al tram de la cantonada que utilitza el mateix acabament que a l'altre finca. La façana secundària, afrontada al carrer Nil Fabra, presenta un sistema compositiu amb grans superfícies cegues on es distribueixen quatre eixos d'obertures verticals a la zona central sense emmarcament petri. La façana que dona al patí interior es soluciona amb galeries envidrades. Al vestíbul de l'edifici s'hi accedeix a través del portal principal. Es tracta d'un espai de planta rectangular amb arrimadors de rajoleta ceràmica i parets ornades amb esgrafiats de temàtica floral. Depassant aquest espai, hi ha l'escala que mena als pisos i un celobert central.
L'altre finca és un edifici amb façana principal al carrer Gran de Gràcia. Presenta la mateixa alçada que l'edifici adjacent però en aquest cas només hi ha dos eixos verticals d'obertures. La planta baixa s'obre al carrer per un portal situat al costat esquerre, tancat per una porta de fusta. La resta de plantes presenten les obertures amb balcons correguts. La façana secundària, afrontada al nord, presenta grans superfícies cegues amb dos eixos d'obertures verticals, a la zona central, emmarcats per escacats esgrafiats. El coronament és ondulat amb el terrat tancat per barana d'obra ornada per petits òculs decreixents on se situa una flor de ferro forjat.
Els esgrafiats de temàtica vegetal, els emmarcaments esculpits dels balcons, les línies ondulades al coronament i a les diverses obertures, les baranes de ferro forjat, són elements ben característics de Jeroni Granell que situen aquests edificis dins l'estil modernista.

## Galeria

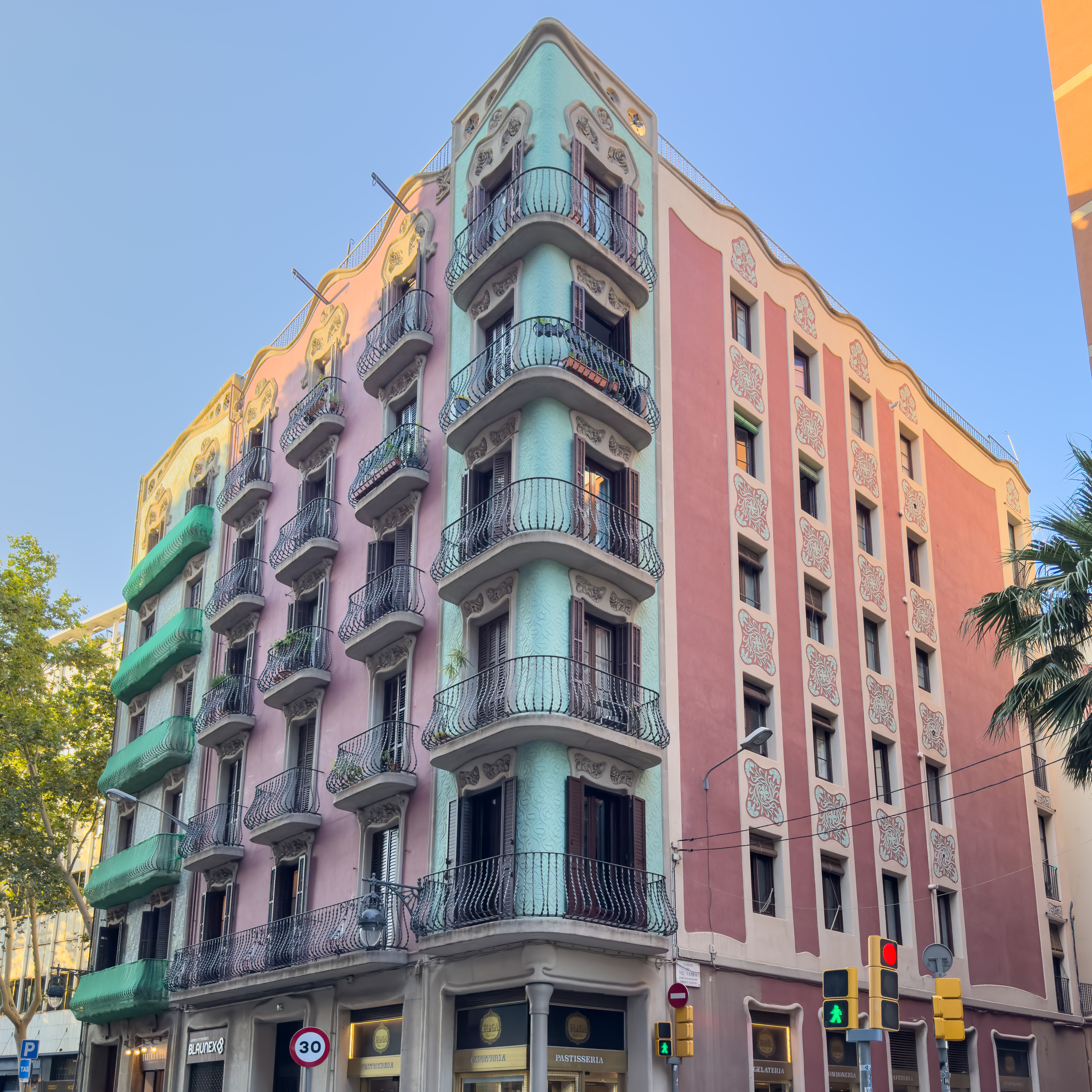
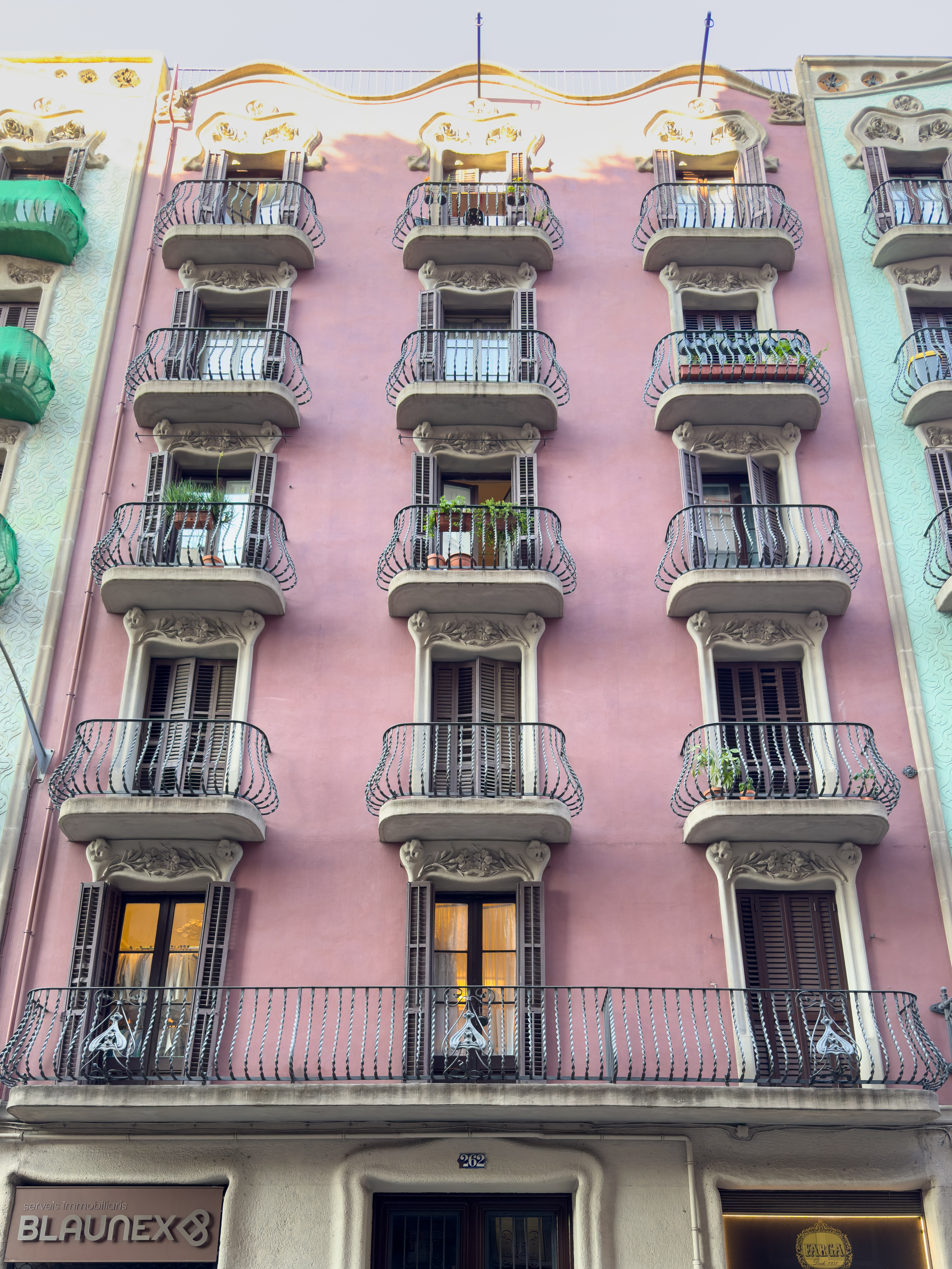
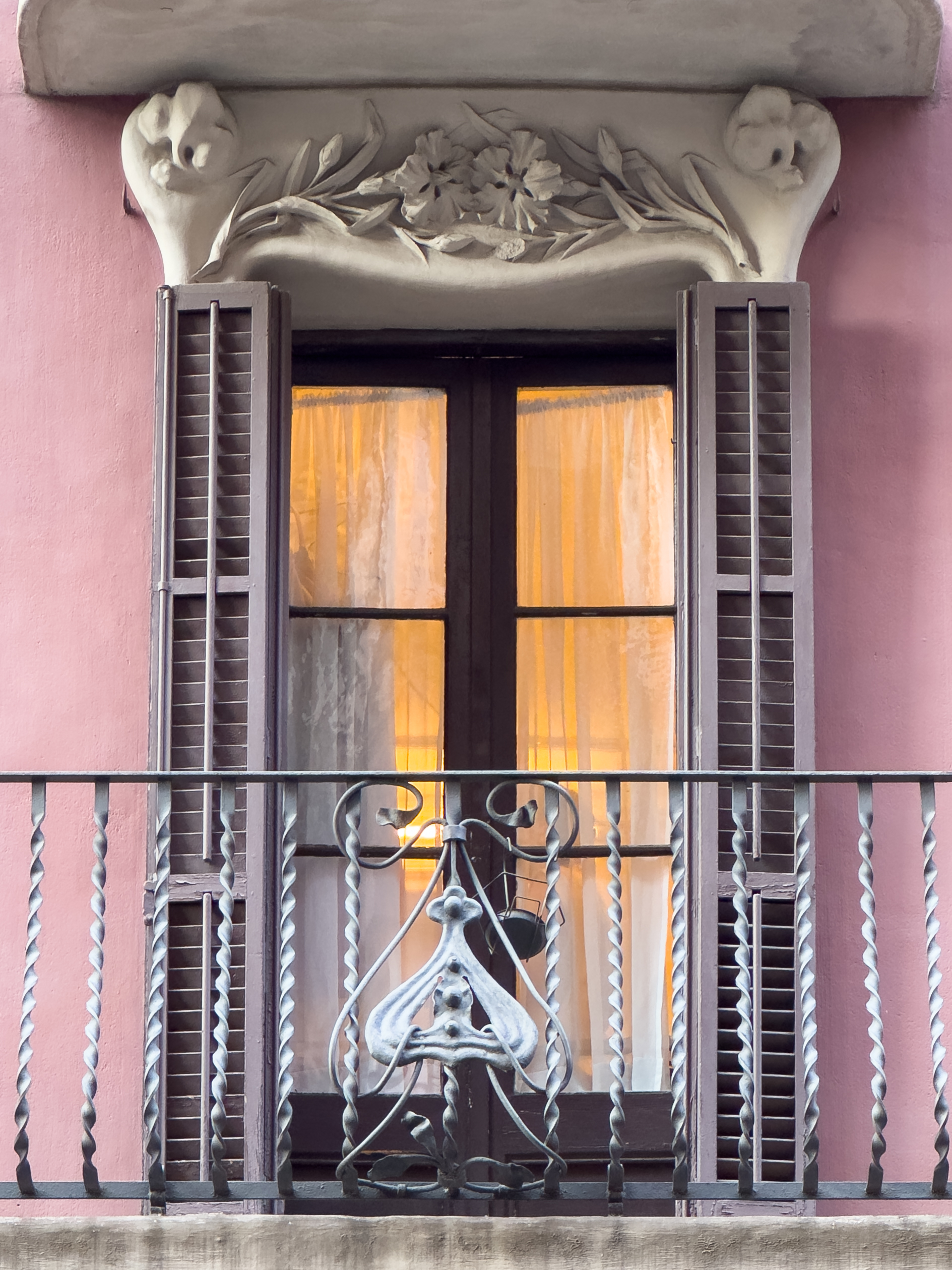
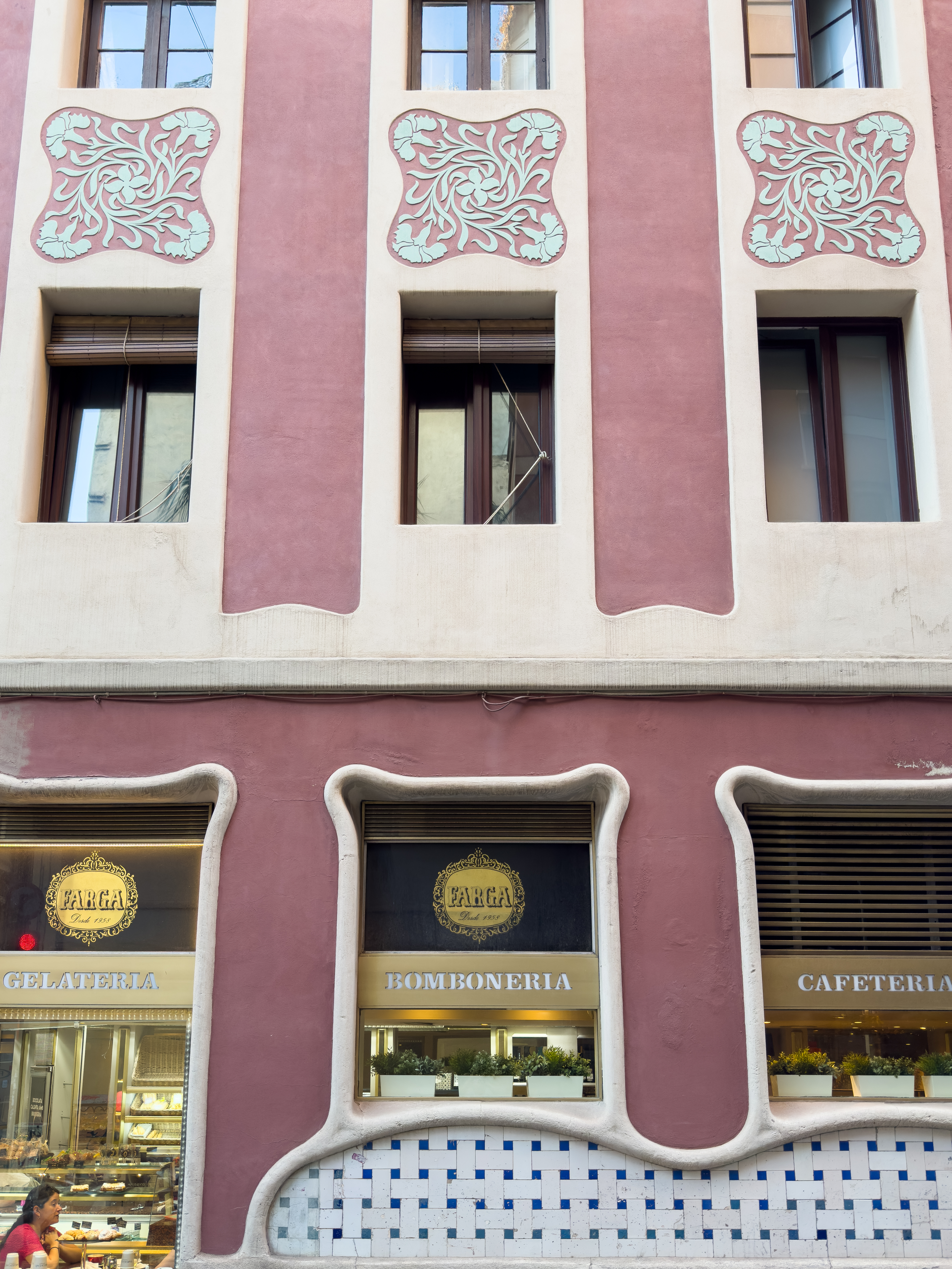
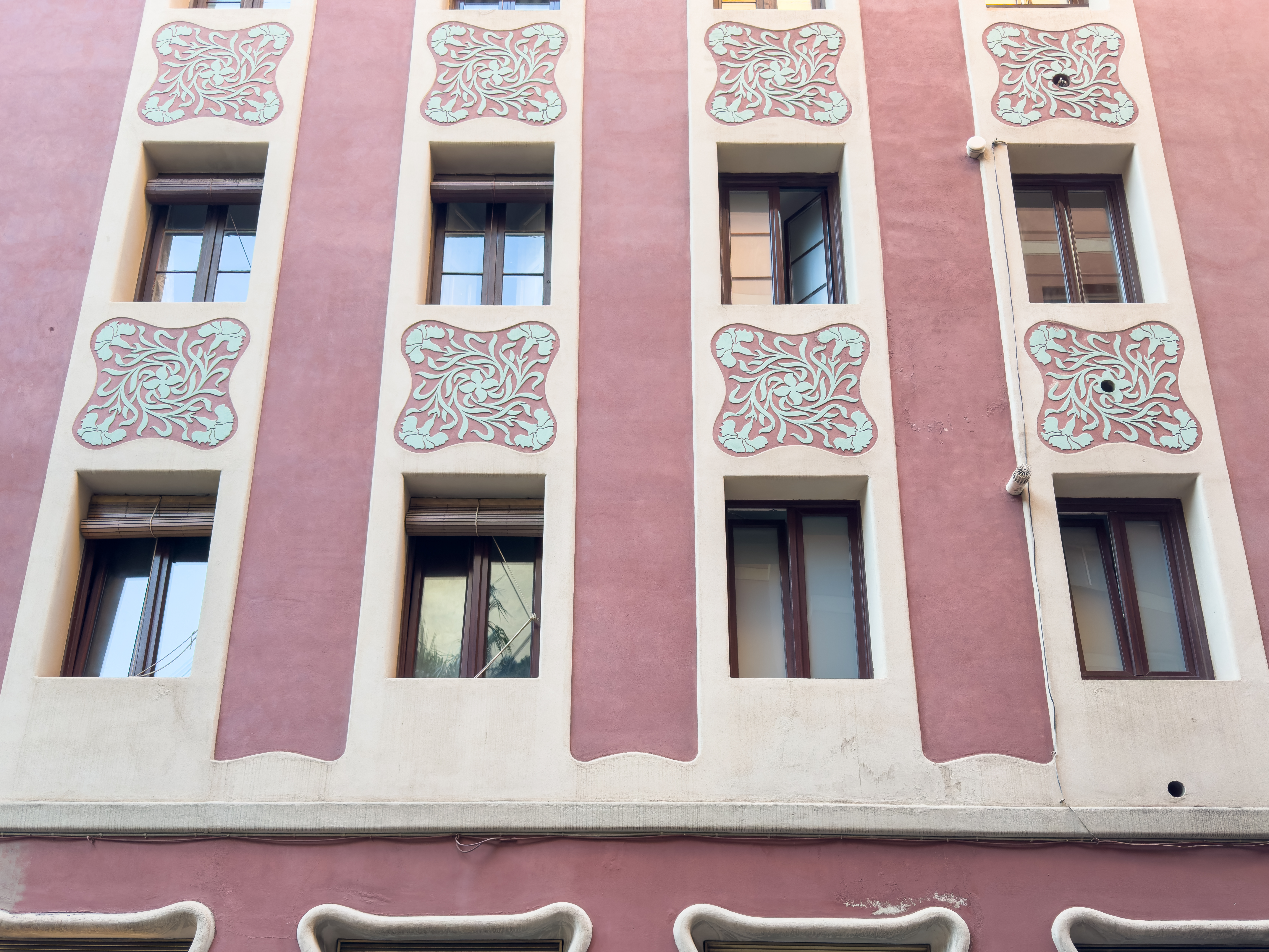
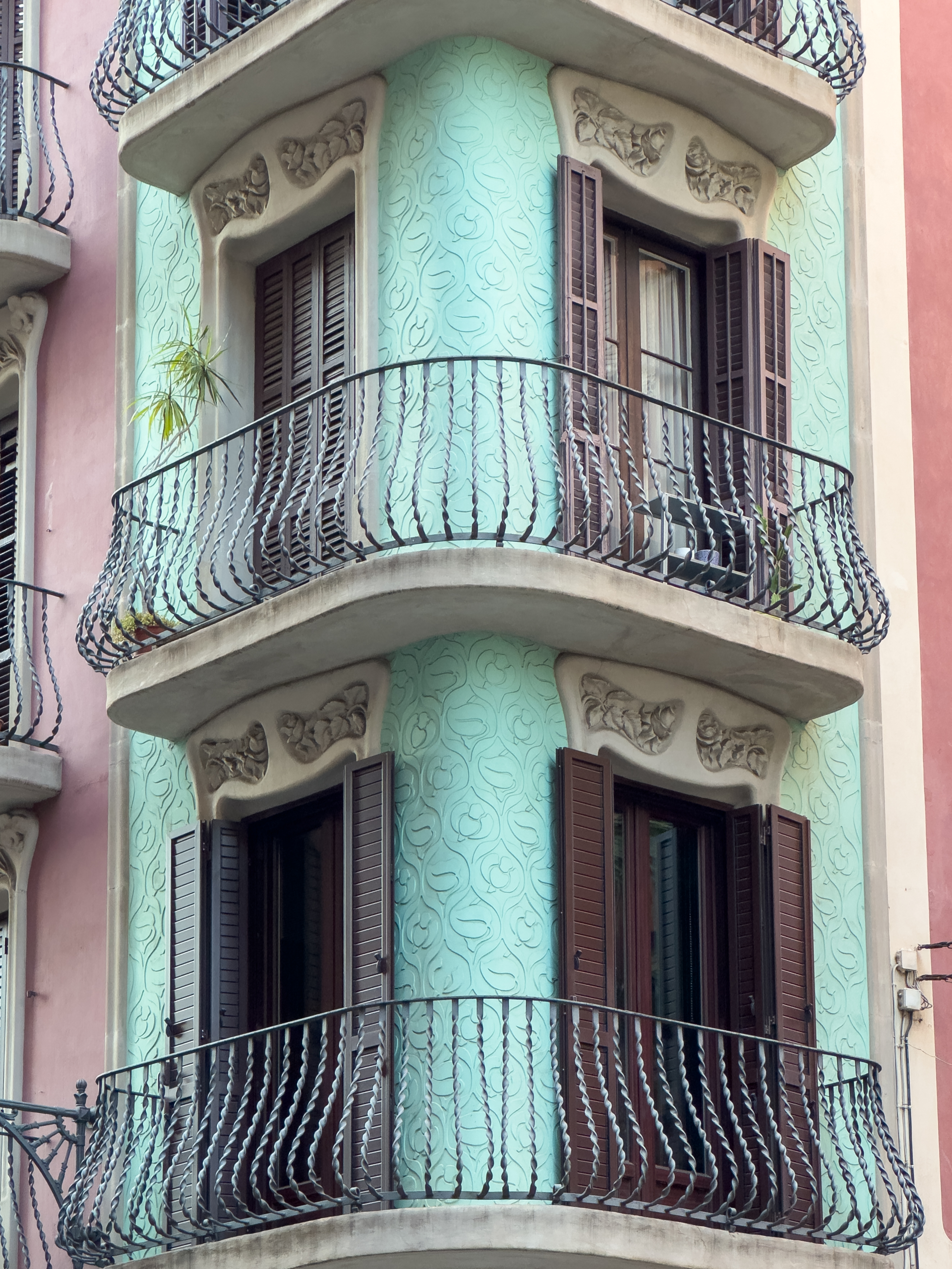